# 鯨エマ
鯨 エマ（くじら エマ、1973年2月7日 - ）は、日本の女優、声優、演出家、劇作家。神奈川県大磯町育ち。ジェイ・クリップ所属。劇団海千山千主宰、劇団かんじゅく座主宰。鯨エンターテイメント代表。NPO法人シニア演劇ネットワーク理事長。舞台ナビLAMP代表。アメリカ合衆国と日本の二重国籍者である。清泉女学院中学高等学校卒業。

## 人物
昂演劇学校卒業後、1994年に劇団青年座入団。1996年（1997年2月とも）、木寺美由紀とともに海千山千を設立。2000年7月に青年座を退団した後、ワンダー・プロダクションに所属。2006年にシニア劇団かんじゅく座を設立。2012年にNPO法人シニア演劇ネットワークを設立した。

## 出演作品

### テレビアニメ
- デジモンアドベンチャー02（京の母）
- ヨシモトムチッ子物語（ヤマザキのママ）
- 忍たま乱太郎（2019年、田能さゆり〈2代目〉）

### 吹き替え
- ミディアム6 霊能者アリソン・デュボア（ローズマリー（マーサ・プリンプトン））
- LIFE!（オデッサ・ミティ（キャスリン・ハーン））
- 私はラブ・リーガル（テリー・リー（マーガレット・チョー））

### テレビドラマ
- 渥美清のああ、青春日記（1997年9月24日、フジテレビ）
- 女将になります!（2003年、NHK） - 佐々木瞳 役
- 温泉 (秘) 大作戦2（2005年1月15日、テレビ朝日） - 伸江 役
- ベビーシッターの危険な好奇心（2007年11月12日、TBS） - 須美子 役

### 配信ドラマ
- 仮面ライダーBLACK SUN（2022年10月28日、Amazon Prime Video） - 料亭の仲居 役

### その他
- 富山が元気!見たモン勝ち2（チューリップテレビ、レポーター）

## 演出作品

### オリジナルビデオ
- つぶより花舞台
- マンゴと黒砂糖

### 舞台
- 見よ、飛行機の高く飛べるを
- いい血炊き出し
- さくら
- 半月
- 眠れぬ夜